# Naviglio Grande

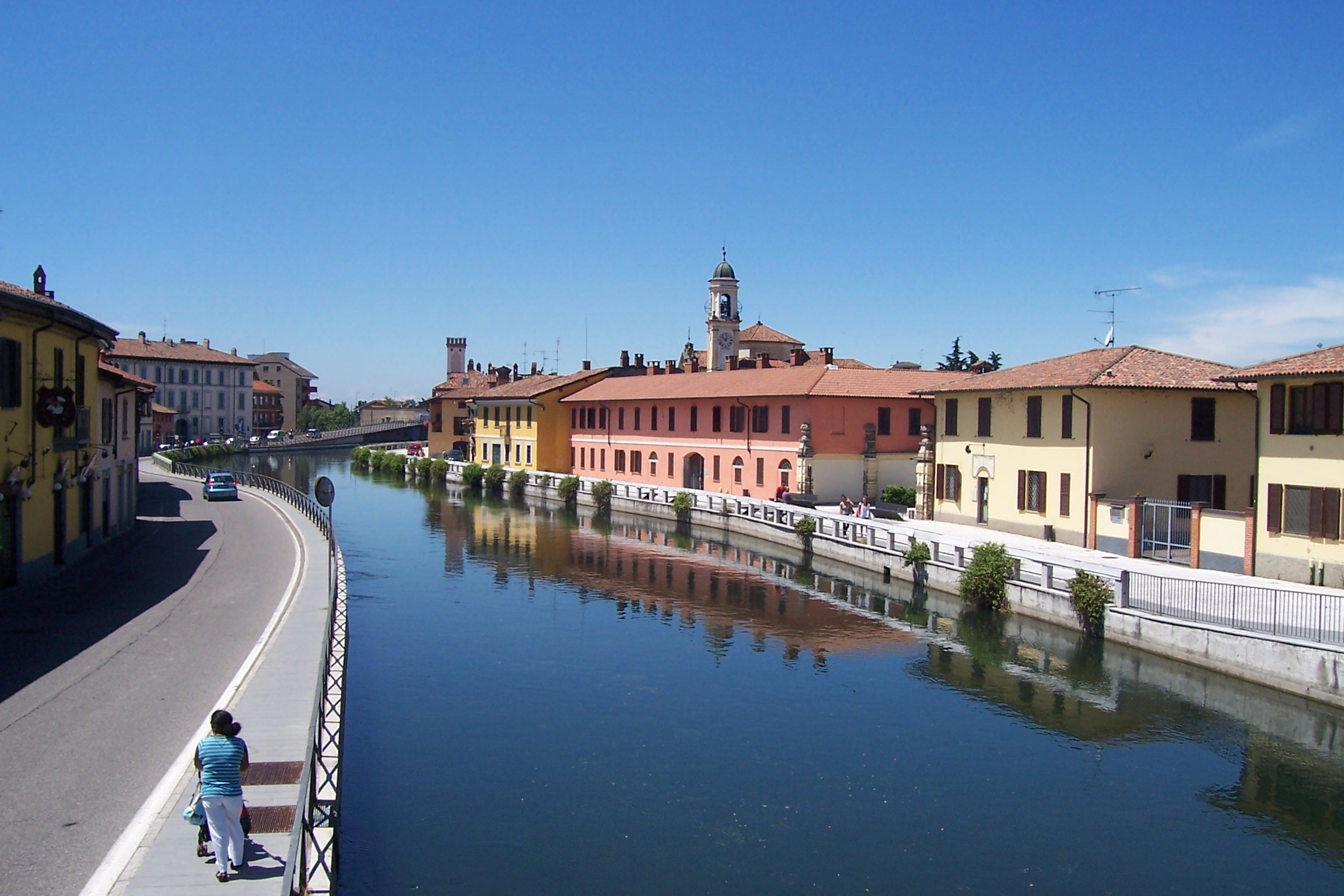
Le Naviglio Grande.

Le Naviglio Grande est un des Navigli de Milan, navigable, de Lombardie. Il prend l’eau du Tessin (rivière) à Tornavento, 23 km au sud de Sesto Calende et termine son cours vers la Porta Ticinese à Milan.

## Hydrologie
La canal a une pente totale de 34 mètres sur une longueur de 49,9 km. De son début jusqu’à Abbiategrasso sa largeur est de 22 à 50 mètres, sur le reste du parcours elle passe à 15 m puis finit à 12 mètres.
Son débit est de 63 m3/s, qui se réduit à 12 en arrivant en plaine, à cause des 116 bouches d’irrigation qui alimentent en eau environ 50 000 ha de terres cultivables.

## Histoire

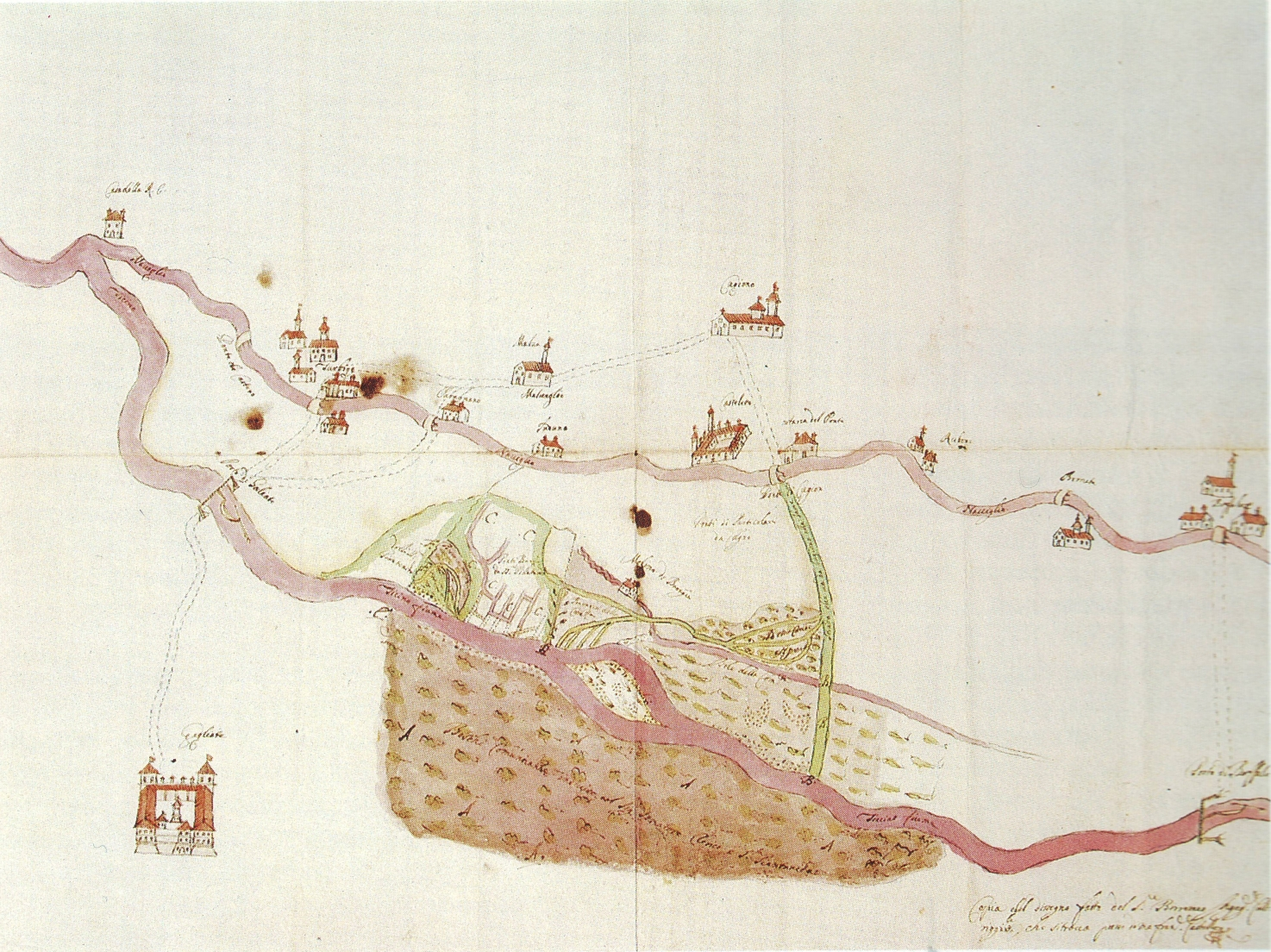
Carte Historique XVIe siècle)

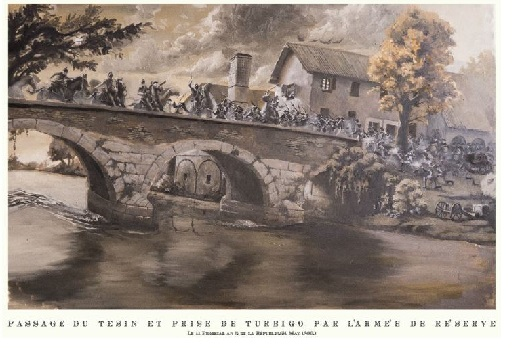
Le pont de Turbigo sur le Naviglio, objet de disputes entre Autrichiens et Français le 31 mai 1800 (combat de Turbigo, peinture commémorative du 220e anniversaire).

La construction du Naviglio Grande commença en 1179 ; le premier tracé se limita à relier le fleuve Tessin avec la ville de Gaggiano en 1187, puis celle de Trezzano et en 1209 jusqu'à Milan près de l'église de Sant'Eustorgio. Pour la pose, en 1386, de la première pierre du Dôme dont Jean Galéas Visconti avait destiné les marbres tiré du Lac Majeur, il fut donc nécessaire de créer une liaison entre le Naviglio Grande et la Fosse interne pour permettre aux bateaux d'arriver au petit lac de Sainta Stefano (près de l’Ospedale Maggiore). Pour régler le problème de la différence de niveau entre les deux cours d'eau, il fut créé un mécanisme d’écluse dans le canal de liaison qui se trouvait via Arena. Le premier mécanisme utilisé fut très rudimentaire et dispendieux, il s'agissait en pratique de construire chaque fois un mur de bois à la poupe des bateaux pour permettre leur élévation jusqu'au niveau de la fosse interne, le mur était construit et démoli à chaque passage de bateau avec des temps incompatibles avec la demande de matériel de la part du chantier du Dôme. 
En 1438, deux ingénieurs italiens, Filippo Degli Organi et Fiorivanti di Bologna, créent la première écluse à sas via Arena. La solution au problème des dénivellations fit regarder avec optimisme, pour la réalisation de nouvelles entreprises, d’un canal dirigé vers Pavie et la liaison avec l'Adda.

## Utilisation

### Irrigation et transport
Principalement réalisé pour l’irrigation Le Naviglio Grande a été mais rapidement utilisé pour le transport de marchandises.
Depuis Milan, des bateaux (barges) remontaient jusqu’au Lac Majeur et la Suisse, sel, grain, vins, produits manufacturés, tissus,  poterie, engrais,… et redescendaient sur Milan des bestiaux, produits laitiers, foin, charbon, bois, sable, marbre et pierre de construction. 

### Construction du Dôme
Transport des pierres et marbre nécessaires à la construction du Dôme, dont la première pierre fut posée le 15 mars 1386.
Cette facilité de transport démontra l’importance des canaux et initia les projets de développement sur toute la région.

### Exigence militaire
Le transport fluvial se montra comme le moyen le plus efficace pour rejoindre les différents châteaux et postes de défense militaires de la région de Milan.

### Le port de Milan

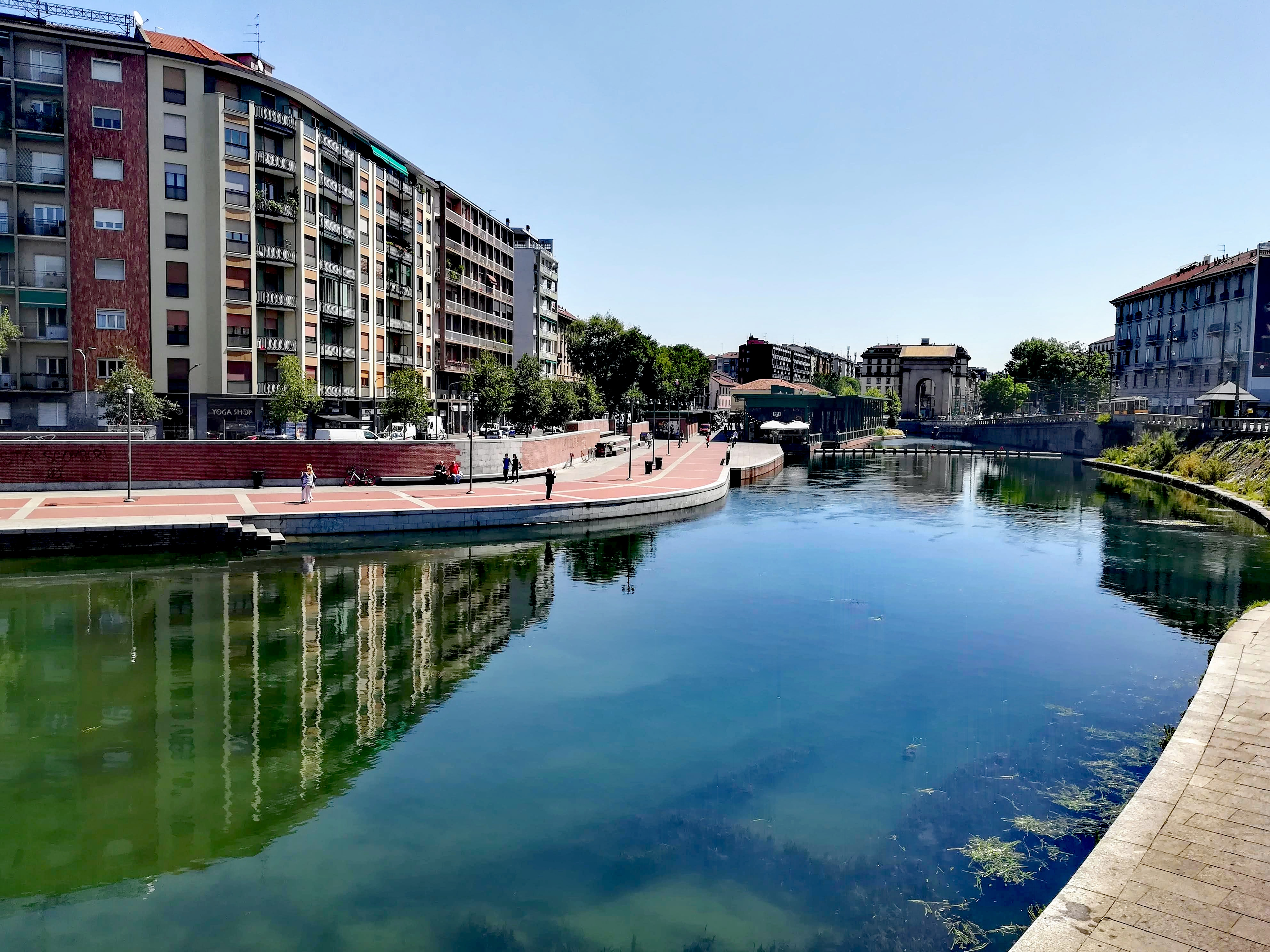
Le Port de Milan

En 1603, le bassin et le vieux lac de Sant’Eustorgio furent transformés en port de Milan par le gouverneur espagnol De Fuente, où arrivaient les barques de transport et qui permettait la pêche et la baignade.
Entre 1830 et la fin du XXe siècle, l’activité fut intense, et on enregistrait un trafic moyen de 8 300 barques et 350 000 tonnes de fret à l’année.
Durant la Seconde Guerre mondiale, le trafic fluvial augmenta pour pallier les autres voies de communication terrestres qui étaient bombardées. Même après le conflit, l’activité dura et en 1953 le port passa à la treizième place des ports nationaux.
Hors du Naviglio Grande, le bassin alimente aussi le cours du fleuve Olona et reçoit aussi le Naviglio Pavese et la Roggia Ticinello.
Le 30 mars 1979, la dernière barque déchargea sa cargaison de sable et le Naviglio reprit son rôle de canal d’irrigation.

### Aujourd’hui
Un programme régional de revalorisation des Navigli doit redonner vie à ces voies navigables dans un but touristique et peut-être commercial selon l’évolution du coût du transport routier ou ferroviaire.